# Leichtathletik-Weltmeisterschaften 2023/Teilnehmer (Zypern)
| Gelbes Symbol für Goldmedaillen mit stilisierten Olympischen Ringen | Graues Symbol für Silbermedaillen mit stilisierten Olympischen Ringen | Braundes Symbol für Bronzemedaillen mit stilisierten Olympischen Ringen |
| ------------------------------------------------------------------- | --------------------------------------------------------------------- | ----------------------------------------------------------------------- |
| —                                                                   | —                                                                     | —                                                                       |

Der zyprische Leichtathletikverband hat für die Leichtathletik-Weltmeisterschaften 2023 in Budapest sechs Sportlerinnen und Sportler gemeldet.

## Ergebnisse

### Frauen

#### Sprung/Wurf
| Athletin         | Disziplin  | Qualifikation | Qualifikation | Finale     | Finale |
| Athletin         | Disziplin  | Weite/Höhe    | Platz         | Weite/Höhe | Platz  |
| ---------------- | ---------- | ------------- | ------------- | ---------- | ------ |
| Elena Kulichenko | Hochsprung | 1,92 m        | 8             | 1,90 m     | 13     |

#### Laufdisziplinen
| Athletin          | Disziplin | Vorlauf | Vorlauf | Halbfinale | Halbfinale | Finale | Finale |
| Athletin          | Disziplin | Zeit    | Platz   | Zeit       | Platz      | Zeit   | Platz  |
| ----------------- | --------- | ------- | ------- | ---------- | ---------- | ------ | ------ |
| Olivia Fotopoulou | 100 m     | 11,38 s | 34      | DNQ        | DNQ        | –      | –      |
| Olivia Fotopoulou | 200 m     | 22,65 s | 15      | DNQ        | DNQ        | –      | –      |
| Natalia Christofi | 200 m     | 23,15 s | 22      | DNQ        | DNQ        | –      | –      |

### Männer

#### Sprung/Wurf
| Athlet                 | Disziplin  | Qualifikation | Qualifikation | Finale     | Finale |
| Athlet                 | Disziplin  | Weite/Höhe    | Platz         | Weite/Höhe | Platz  |
| ---------------------- | ---------- | ------------- | ------------- | ---------- | ------ |
| Apostolos Parellis     | Diskuswurf | 62,10 m       | 24            | DNQ        | DNQ    |
| Alexandros Poursanidis | Hammerwurf | 71,63 m       | 27            | DNQ        | DNQ    |

#### Laufdisziplinen
| Athlet           | Disziplin    | Vorlauf | Vorlauf | Halbfinale | Halbfinale | Finale | Finale |
| Athlet           | Disziplin    | Zeit    | Platz   | Zeit       | Platz      | Zeit   | Platz  |
| ---------------- | ------------ | ------- | ------- | ---------- | ---------- | ------ | ------ |
| Milan Traikovits | 110 m Hürden | 13,33 s | 7       | 13,33 s    | 12         | DNQ    | DNQ    |